# Bloxwich United AFC
Bloxwich United AFC (celým názvem: Bloxwich United Association Football Club) byl anglický fotbalový klub, který sídlil ve vesnici Bloxwich v metropolitním hrabství West Midlands. Založen byl v roce 2006 pod názvem Birchills United FC, zanikl v roce 2012. Klubové barvy byly červená a černá.
Své domácí zápasy odehrával na stadionu Old Red Lion Ground.

## Historické názvy
Zdroj: 
- 2006 – Birchills United FC (Birchills United Football Club)
- 2008 – Bloxwich United AFC (Bloxwich United Association Football Club)

## Úspěchy v domácích pohárech
Zdroj: 
- FA Cup
  - Extra-Preliminary Round: 2011/12
- FA Vase
  - 4. kolo: 2010/11

## Umístění v jednotlivých sezonách
Stručný přehled
Zdroj: 
- 2007–2008: West Midlands League (Division One)
- 2008–2011: West Midlands League (Premier Division)
- 2011–2012: Midland Combination (Premier Division)

Jednotlivé ročníky
Zdroj: 
Legenda: Z - zápasy, V - výhry, R - remízy, P - porážky, VG - vstřelené góly, OG - obdržené góly, +/- - rozdíl skóre, B - body, červené podbarvení - sestup, zelené podbarvení - postup, fialové podbarvení - reorganizace, změna skupiny či soutěže
| Anglie (2007 – 2012) |                                         |        |    |    |   |    |     |    |     |    |        |
| Sezóny               | Liga                                    | Úroveň | Z  | V  | R | P  | VG  | OG | +/- | B  | Pozice |
| 2007/08              | West Midlands League (Division One)     | 11     | 36 | 29 | 2 | 5  | 112 | 35 | +77 | 89 | 1.     |
| 2008/09              | West Midlands League (Premier Division) | 10     | 40 | 27 | 4 | 9  | 123 | 50 | +73 | 85 | 2.     |
| 2009/10              | West Midlands League (Premier Division) | 10     | 40 | 30 | 4 | 6  | 128 | 46 | +82 | 94 | 2.     |
| 2010/11              | West Midlands League (Premier Division) | 10     | 38 | 20 | 8 | 10 | 89  | 72 | +17 | 68 | 7.     |
| 2011/12              | Midland Combination (Premier Division)  | 10     | 32 | 16 | 6 | 10 | 68  | 62 | +6  | 43 | 7.     |